# Аминева, Азалия Азаматовна
Азалия Азаматовна Аминева (род. 30 апреля 2003, Октябрьский, Башкортостан, Россия) — российская боксёрша. Выступает за сборную России по боксу, мастер спорта России международного класса (2021), чемпионка Боливарианских АЛБА игр (2023), двукратная чемпионка России (2022, 2023), серебряный призёр чемпионата России (2024), бронзовый призёр чемпионата России (2021), бронзовый призёр Всероссийской Спартакиады (2022), чемпионка мира среди молодёжи (2021), чемпионка Европы среди юниорок (2020), многократная чемпионка республики Башкортостан, многократная победительница и призёр международных и национальных первенств в любителях.

## Биография
Азалия Аминева родилась 30 апреля 2003 года в городе Октябрьский, в Башкортостане.

## Любительская карьера
В ноябре 2020 года, в Будве (Черногория) она стала чемпионкой Европы среди юниорок до 18 лет, в весе до 64 кг.
В апреле 2021 года, в Кельце (Польша) она стала чемпионкой мира среди молодёжи (до 18 лет), в весе до 64 кг, в финале победив узбекскую боксёршу Мохинабону Абдуллаеву.
В декабре 2021 года стала бронзовым призёром на чемпионате России среди женщин в весе до 66 кг.
В октябре 2022 года стала чемпионкой России среди женщин в весе до 66 кг, в финале победив Альбину Молдажанову.

### 2023 год
В марте 2023 года участвовала на чемпионате мира среди женщин в Нью-Дели (Индия), в весовой категории до 66 кг, где она в 1/8 финале по очкам (1:4) проиграла опытной алжирке Иман Хелиф, — которую перед финальным боем дисквалифицировали, выявив высокий уровень тестостерона в её организме.
А в апреле 2023 года стала победителем в весе до 66 кг V-х Боливарианских АЛБА игр в Каракасе (Венесуэла), где она в финале победила венесуэлку Юлианну Альварес.
В ноябре 2023 года, в Уфе стала чемпионом России в весе до 66 кг, в финале по очкам 5:0 победив Ангелину Ганюкову. Здесь она также была признана лучшим боксёром чемпионата.

## Почётное звание
Приказом министра спорта № 83-нг от 28 июля 2021 года Азалии присвоено спортивное звание «Мастер спорта России международного класса».